# 曾燕紅
曾燕紅（英語：Ada，1978年—），香港登山家，女性登頂珠峰最快紀錄保持者。
1990年代就讀蔡功譜的曾燕紅，坦言入讀本校前幾乎完全不懂英文，更連廣東話咬字也不清楚。幸好當年獲關綺媚老師、梁靜儀老師、田樂菁老師、楊國芬老師和湯達明老師的悉心教導和照料，令她在學術和體育各方面均有良好發展，也因此在畢業後立志成為老師。
投身教師行列後，曾燕紅先是回到蔡功譜擔任實習老師和代課老師，後來轉到其他學校任教。
2010年，曾燕紅為鼓勵沒人生目標的學生尋夢，許下登珠穆朗瑪峰的承諾，結果兩次登峰時均遇上地震及雪崩，一度受重傷，2017年5月21日成功在珠峰南坡登頂，成為香港首位成功登珠峰女性；當天恰巧是她的已故同事麥燕兒老師的50歲冥壽，她們都是曾任教香港中文大學校友會聯會陳震夏中學的。
2021年5月23日，曾燕紅以44歲之齡再次成功登頂，全程僅花25小時50分鐘，刷新歷來女性登峰最快時間，較舊紀錄快逾12小時。